# Abdalaati Iguider
Abdalaati Iguider (ou Abdelati), né le 25 mars 1987 à Errachidia, est un athlète marocain, spécialiste du 1 500 mètres.

## Biographie

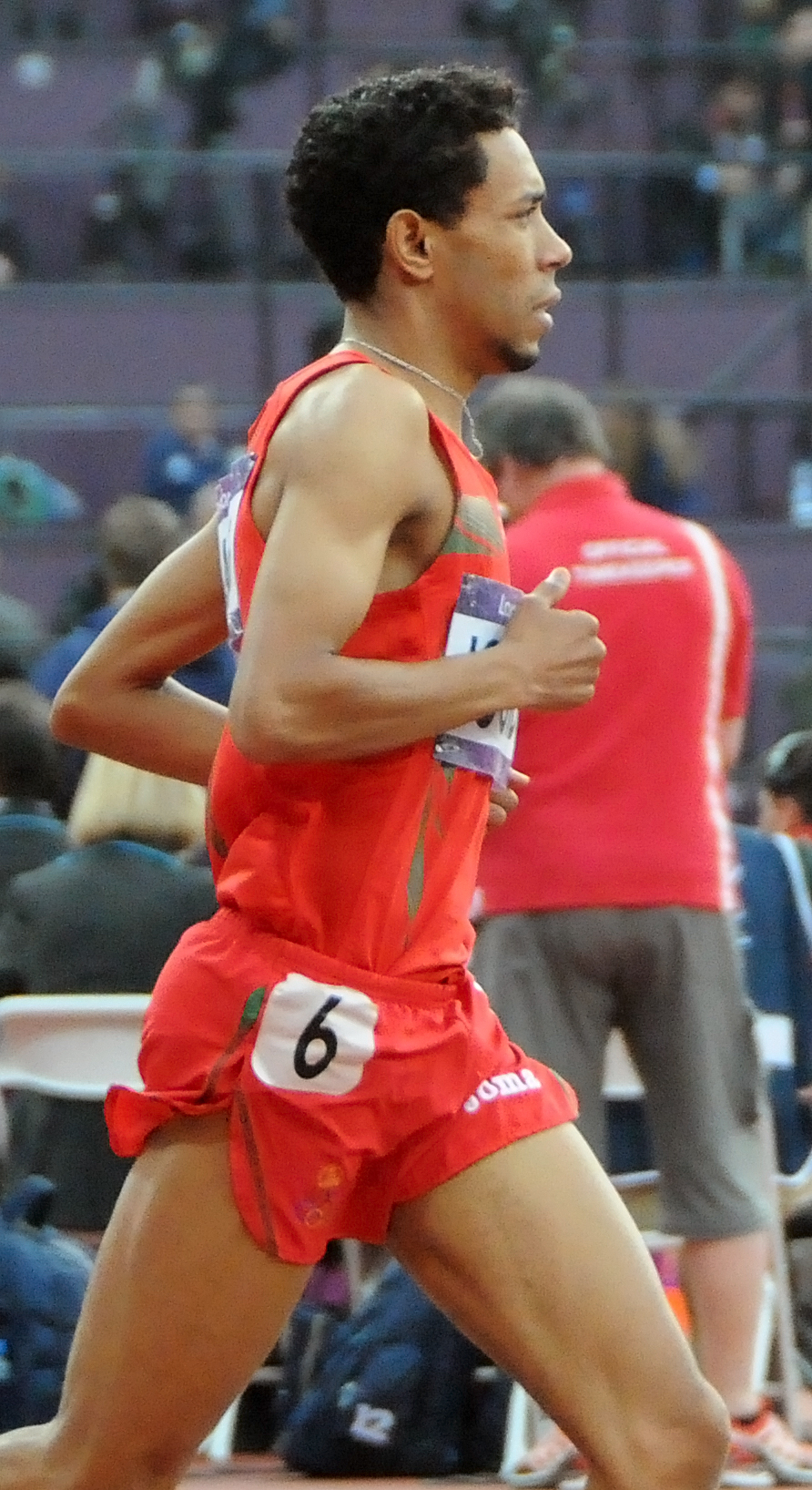
Abdalaati Iguider lors de la finale du 5000m des jeux olympiques de Londres le 11 août 2012.

### Carrière d'athlète
Né à Errachidia, Abdelati Iguider se révèle au grand public à la suite de sa médaille d'or obtenue sur 1 500 m lors des Championnats du monde juniors 2004 de Grosseto, en Italie. Deux ans plus tard, toujours chez les juniors, il ne conserve pas son titre aux mondiaux de Pékin mais décroche la médaille d'argent, en 3 min 40 s 73.
En 2008, il atteint sa première finale olympique aux Jeux de Pékin et termine 5e de la finale.
En 2010, il décroche sa première médaille chez les séniors à l'occasion des championnats du monde en salle de Doha où il s'empare de l'argent.
En 2009 et 2011, il participe aux finales des mondiaux de Berlin et de Daegu, mais ne remporte pas de médailles (11e et 5e).
Abdelati Iguider remporte son premier titre international majeur en début de saison 2012 en s'imposant en finale du 1 500 m des Championnats du monde en salle d'Istanbul. Auteur de 3 min 45 s 21, il devance au terme de l'ultime sprint le Turc Ilham Tanui Özbilen et l’Éthiopien Mekonnen Gebremedhin.
Lors des Jeux olympiques de Londres en 2012, il parvient à décrocher la médaille de bronze sur 1 500 mètres en 3 min 35 s 13. La première place a été remportée par l'Algérien Taoufik Makhloufi et la deuxième place par l'Américain Leonel Manzano. Iguider se classe par ailleurs sixième de l'épreuve du 5 000 m.
En 2014, Iguider remporte sa troisième médaille consécutive aux championnats du monde en salle, à Sopot, cette fois avec du bronze (3 min 38 s 21).
En 2015, aux championnats du monde de Pékin, il remporte la médaille de bronze du 1 500 m en 3 min 34 s 67. En mars 2016, il termine 4e des championnats du monde en salle de Portland.
Le 4 mars 2018, aux championnats du monde en salle de Birmingham, il parvient à nouveau à remporter la médaille de bronze, en 3 min 58 s 43, derrière l'Ethiopien Samuel Tefera et le Polonais Marcin Lewandowski.
En 2015, au Meeting Herculis de Monaco, Abdelati Iguider descend pour la première fois de sa carrière sous les 3 min 30 s au 1 500 m, réalisant lors de cette course le temps de 3 min 28 s 79. Le 27 août 2016, à Paris, il bat son record sur le 3 000 m en 7 min 30 s 09.

## Palmarès
| Date | Compétition                    | Lieu             | Résultat | Épreuve | Temps          |
| ---- | ------------------------------ | ---------------- | -------- | ------- | -------------- |
| 2004 | Championnats du monde juniors  | Grosseto         | 1er      | 1 500 m | 3 min 35 s 53  |
| 2006 | Championnats du monde juniors  | Pékin            | 2e       | 1 500 m | 3 min 40 s 73  |
| 2008 | Jeux olympiques                | Pékin            | 5e       | 1 500 m | 3 min 34 s 66  |
| 2009 | Jeux méditerranéens            | Pescara          | 3e       | 1 500 m | 3 min 38 s 66  |
| 2009 | Championnats du monde          | Berlin           | 11e      | 1 500 m | 3 min 38 s 35  |
| 2010 | Championnats du monde en salle | Doha             | 2e       | 1 500 m | 3 min 41 s 96  |
| 2011 | Championnats du monde          | Daegu            | 5e       | 1 500 m | 3 min 36 s 56  |
| 2012 | Championnats du monde en salle | Istanbul         | 1er      | 1 500 m | 3 min 45 s 21  |
| 2012 | Jeux olympiques                | Londres          | 3e       | 1 500 m | 3 min 35 s 13  |
| 2012 | Jeux olympiques                | Londres          | 6e       | 5 000 m | 13 min 44 s 19 |
| 2014 | Championnats du monde en salle | Sopot            | 3e       | 1 500 m | 3 min 38 s 21  |
| 2015 | Championnats du monde          | Pékin            | 3e       | 1 500 m | 3 min 34 s 67  |
| 2016 | Championnats du monde en salle | Portland         | 4e       | 3 000 m | 7 min 58 s 04  |
| 2016 | Jeux olympiques                | Rio de Janeiro   | 5e       | 1 500 m | 3 min 50 s 58  |
| 2016 | Ligue de diamant               | Ligue de diamant | 3e       | 1 500 m | détails        |
| 2018 | Championnats du monde en salle | Birmingham       | 3e       | 1 500 m | 3 min 58 s 43  |
| 2018 | Ligue de diamant               | Ligue de diamant | 4e       | 1 500 m | 3 min 31 s 59  |
| 2019 | Jeux africains                 | Rabat            | 4e       | 1 500 m | 3 min 38 s 59  |

## Records

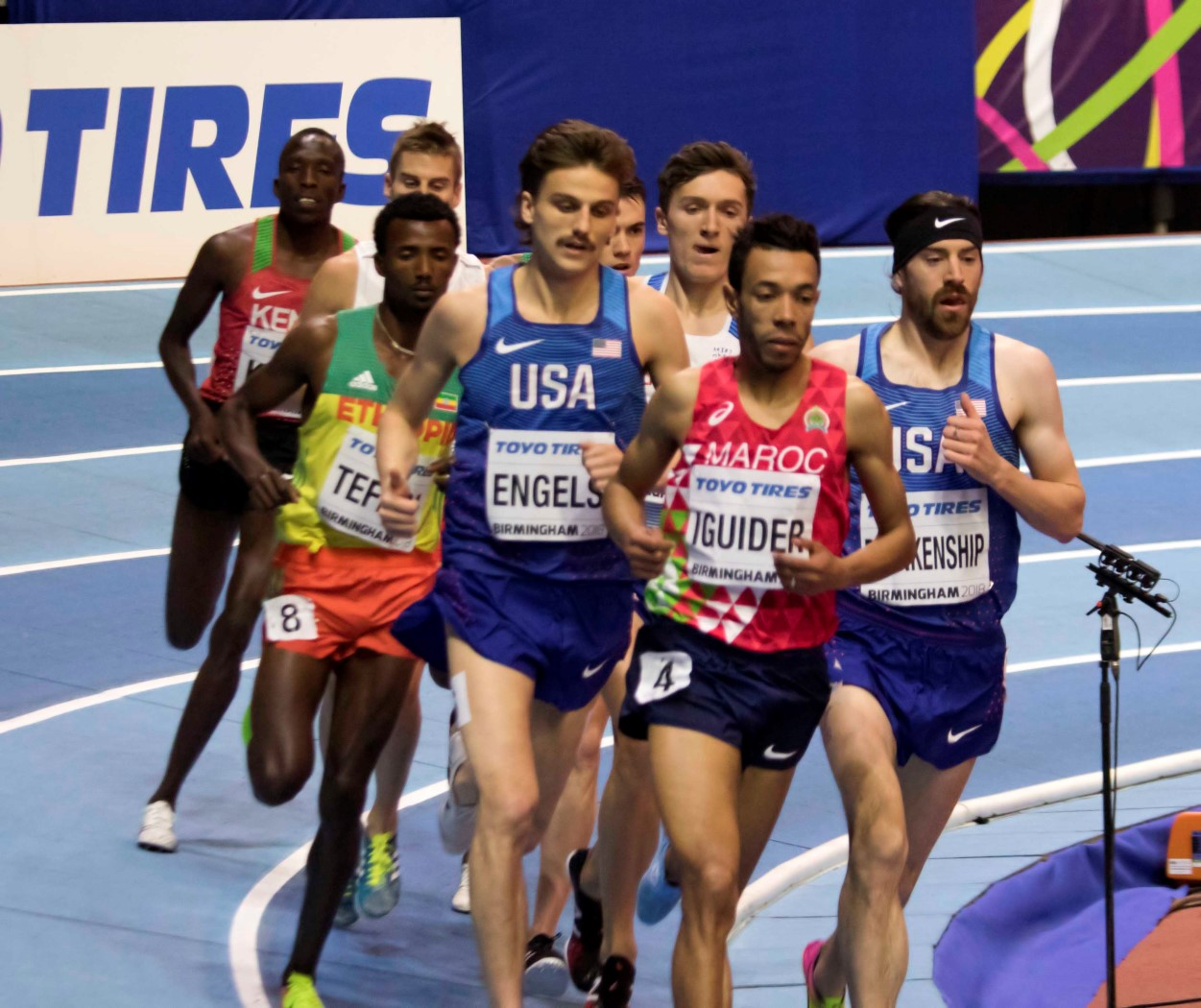

### Records personnels
| Épreuve         | Performance    | Lieu      | Date              |
| --------------- | -------------- | --------- | ----------------- |
| 1 500 m         | 3 min 28 s 79  | Monaco    | 17 juillet 2015   |
| Mile            | 3 min 51 s 96  | Eugene    | 28 mai 2016       |
| 3 000 m         | 7 min 30 s 09  | Paris     | 27 août 2016      |
| 5 000 m         | 12 min 59 s 25 | Bruxelles | 11 septembre 2015 |
| 1 500 m (salle) | 3 min 34 s 10  | Liévin    | 14 février 2012   |

### Progression
| Année | Temps         | Lieu      | Date            |
| ----- | ------------- | --------- | --------------- |
| 2004  | 3 min 35 s 53 | Grosseto  | 15 juillet 2004 |
| 2005  | 3 min 35 s 63 | Rabat     | 18 juin 2005    |
| 2006  | 3 min 32 s 68 | Bruxelles | 25 août 2006    |
| 2007  | 3 min 32 s 75 | Rome      | 13 juillet 2008 |
| 2008  | 3 min 31 s 88 | Rome      | 11 juillet 2008 |
| 2009  | 3 min 31 s 47 | Monaco    | 28 juillet 2009 |
| 2014  | 3 min 29 s 83 | Monaco    | 18 juillet 2014 |
| 2015  | 3 min 28 s 79 | Monaco    | 17 juillet 2015 |